# Часовенная
Часо́венная (мар. Кӱсола) — деревня в Волжском районе Республики Марий Эл, расположена на расстоянии 5 км на юг от села Помары.

## История
```
    Деревня Часовенная основана в середине – конце 17 века. Изначальное название деревни – Малые Параты (Изи Порат). В центре деревни находится памятник археологии – языческое кладбище 17 – 18 веков.                                                                
    Впервые деревня Малые Параты (Часовенная) обозначена на карте окрестностей Казани от 1729 года в составе черемисской волости Порат и упоминается по результатам 2 ревизии населения Российской империи от 1748 года в составе волости Больших Порат Казанского уезда, где правит сотник Янчейка Крынбаев. Волость состояла из Больших и Малых Парат и деревни Моркиялы. По карте волость включала в себя и территории современных городов Волжска и Зеленодольска. Население волости платило ясак за пользование землей. У жителей деревни были марийские и тюркские имена. По ревизии учтено 85 человек мужского пола.
     В 1747 году в Больших Паратах была построена церковь, в волости прошла христианизация населения, в деревне Малые Параты (Часовенная) было основано православное кладбище.
     По 3 ревизии от 1762 года в деревне Малые Параты (староста Янактай Япашкин, выборный Яку Михайлов) волости Больших Парат, сотник Янбарыс Яндыков учтено 126 мужчин, описаны все жители поименно, в том числе женщины и дети.
      В конце 18 века деревня переходит в состав Помарской волости Чебоксарского уезда.
      В 1839 	году, по новой структуре управления, волости делились на земельные общины, а общины – на деревни и околотки. Деревня до начала 20 века имела двойное название – Малые Параты или околоток Часовенный Мало – Паратской земельной общины Помарской волости. Название околотка произошло по двум православным столбам – часовням, установленным на въездах в деревню с севера и юга в начале 19 века. Тогда же появляется и марийское название околотка Часовенного – Ку:сола (моление переводится как «ку:со»).
     По метрической книге Помарской церкви от 1858 года жители деревни записаны как «из деревни Порат из черемис крещеные». В 1858 году в 74 дворах проживали 184 мужчин и 204 женщин. В середине 19 века появились выселки из деревни Малые Параты (Часовенная) – околоток Лесной (нынешняя деревня Малые Параты) и околоток Полевой (деревня Мамасево).
     В 1897 году в деревне была построена и начала работу Мало – Паратская церковно – приходская начальная школа – изба.
     С начала 20 века в документах и на картах закрепляется название – деревня Часовенная. При переходе в 1923 году деревень с марийским населением из Чувашской области в Марийскую, название Малые Параты переходит к околотку Лесному по название бывшей земельной общины.
     В 1924 году деревня Часовенная входит в состав Мамасевского района Звениговского кантона. Рай сельсовет размещался в географическом центре района – деревне Мамасево. В 1925 году в деревне Часовенная проживало 615 человек.
     В 1927 году в деревне была построена деревянная одноэтажная начальная школа на 80 мест.
     В связи с выходом из состава района в 1929 году деревень Польки и Русская Луговая, Мамасевский райсельсовет переезжает в деревню Часовенная.
     9 мая 1931 года в деревне создается колхоз «Тосурт». Во время Великой Отечественной войны рядом с деревней располагался испытательный аэродром для выпускаемых в г. Волжске самолетов УТ-2М.
     В 1950 году колхозы «Тосурт» (д. Часовенная), «У пасу» (д. Малые Параты) и «им. Шмидта» (д. Мамасево объединились в колхоз имени Кирова. В деревне имелись почта, медпункт, магазин и клуб. Кроме земледелия и животноводства, колхоз занимался так же пчеловодством и садоводством.
     В 1960 году колхоз им. Кирова был объединён с колхозом «За коммунизм» (село Помары), так же произошло объединение Помарского и Мамасевского сельсоветов.
     В 1965 году в деревне была построена двухэтажная кирпичная средняя школа.
     В 1966 году был образован совхоз «Волжский». Главное внимание уделялось животноводству, был построен комплекс по откорму КРС, от автомобильной трассы до комплекса проложена асфальтированная дорога. Построен новый жилой микрорайон, баня, магазин, столовая и детский сад.
     В 1992 году совхоз был реорганизован. В настоящее время сельхозпредприятия в деревне отсутствуют.
```

## Современное состояние
Деревня полностью газифицирована, телефонизирована, радиофицирована, подключён высокоскоростной интернет (до 6 мбит/сек, обратный канал не более 0.5 мбит/сек). Многоэтажные дома подключены к сетям теплоснабжения и канализации, имеется водопровод. Жители имеют приусадебные участки до 0,30 га, на которых выращивают картофель, овощи и другие сельскохозяйственные культуры, держат домашний скот. Дети учатся в Мамасевской средней школе. За медицинской помощью жители обращаются в местный фельдшерский пункт. Клуба в деревне нет. Основная часть жителей трудится в городах Волжске и Зеленодольске, а также в индивидуальных фермерских хозяйствах.

## Население
| 2002 | 2010  |
| ---- | ----- |
| 1160 | ↘1125 |